# Flammulina filiformis
Flammulina filiformis, popularnie znane jako grzyby enoki (jap. 榎茸 enoki-take, enoki-dake) – gatunek grzybów z rodziny obrzękowcowatych (Physalacriaceae). Ich drobne, białe owocniki o długich nóżkach i delikatnym aromacie są uzyskane w wyniku specjalnej hodowli.

## Taksonomia
Pozycja w klasyfikacji według Index Fungorum: Flammulina, Physalacriaceae, Agaricales, Agaricomycetidae, Agaricomycetes, Agaricomycotina, Basidiomycota, Fungi.
Gatunek Flammulina filiformis został pierwotnie opisany w Chinach w 2015 roku jako odmiana F. velutipes, w oparciu o analizę sekwencji ITS. Dalsze badania molekularne analizujące różne sekwencje wykazały, że F. filiformis i F. velutipes należy uznać za odrębne gatunki.

## Zastosowania
Grzyby enoki to grzyby lecznicze i grzyby uprawne, w Chinach uprawiane od ok. 800 n.e. i popularne w kuchniach Azji Wschodniej. Nie wymagają długotrwałego gotowania i mogą być stosowane m.in. do zup i smażenia. Są częstym składnikiem potrawy o nazwie nabe-mono. Sprzedaje się je w sklepach z orientalną żywnością.